# Tabula Capuana
Pour les articles homonymes, voir Capuana.
La  tabula Capuana  ou tavola capuana (en français, la « tuile de Capoue »), est une tablette en terre cuite datant du Ve siècle av. J.-C. contenant un texte en langue étrusque, découverte en 1898 dans la nécropole de Santa Maria Capua Vetere, en Campanie.

## Description
Elle a la forme d’une tuile de 60 cm de long × 50 cm de large. Après les bandes de la momie de Zagreb, son texte est le second plus long écrit en langue étrusque ; il est composé de 390 mots lisibles partagé en dix sections par des lignes horizontales. 
Il s’agit d’un calendrier rituel divisé en 10 mois où l’année commence par le mois de mars (en étrusque  Velxitna),  puis avril (Apiras(a))... Les tentatives de décryptage sont basées sur des hypothèses  selon lesquelles  le calendrier prescrivait certains rites certains jours de l’année, dans certains lieux et par certains dieux.
Les noms des mois étrusques sont connus substantiellement à travers quelques gloses comme le liber lineus (l’astérisque indique les formes reconstruites et connues seulement par des gloses et pas encore attestées dans des documents étrusques originaux) : mars = *velxitna ; avril = apiras(a) ; mai = anpili(a) ou ampner ; juin = acalva ou acal(a) ; juillet = *turane ou par-{}um ; août = *hermi ; septembre = celi ; octobre = *xesfer.
Aujourd’hui, elle est conservée auprès des Musées Nationaux de Berlin.

## Sources
- (it) Cet article est partiellement ou en totalité issu de l’article de Wikipédia en italien intitulé « Tegola di Capua » (voir la liste des auteurs).